# Ilse Huizinga

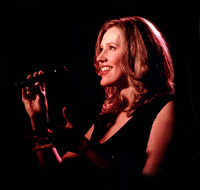

Ilse Huizinga (* 15. Oktober 1966 in Beverwijk, Niederlande) ist eine niederländische Jazzsängerin.

## Biographie
Ein altes, ihrer Familie geschenktes Klavier zog sie im Alter von 6 Jahren zuerst zur Musik. Nachher verliebte sie sich in die Klänge von alten Alben wie Ella Fitzgerald, Billie Holiday und Abbey Lincoln. Ihre Faszination steigerte sich, als sie Betty Carter auf dem North Sea Jazz Festival singen sah und hörte. Im Alter von 17 Jahren nahm sie ihre ersten Gesangsstunden. Sie studierte später mit John de Mol senior (Vater von Showmasterin Linda de Mol) und Gertjan Arentsen in Amsterdam.
Sie nahm regelmäßig an den „öffentlichen Mikrofonnächten“ des Jazzvereins Casablanca im Rotlichtviertel im Herzen Amsterdams teil. Der Erfolg kam aber erst nach einem einjährigen Aufenthalt in Australien, worauf sie einen Grad in der Öffentlichen Verwaltung an der Universität von Amsterdam abschloss. Später studierte sie am Konservatorium Amsterdam bei Sylvi Lane und besuchte Meisterklassen bei Dianne Reeves und Margriet Eshuis. Sie machte verschiedene Konzertreisen in Spanien, die Türkei, die Schweiz und Frankreich und tritt regelmäßig in Großbritannien auf. Sie gewann den „Schiedam Jazz-Preis“ und hat die Niederlande auf dem internationalen Festival Jazz à Vienne (Frankreich) vertreten.
Von Beginn ihrer Karriere hatten Medien und Publikum in hohem Maße von ihren Interpretationen des Great American Songbook gesprochen. Zahlreiche Artikel und Rundfunksendungen folgten.
Die königlich-niederländische Fluggesellschaft KLM wählte das Debütalbum von Ilse Huizinga für ihr Unterhaltungsprogramm. Das niederländische Jazz-Archiv nannte dieses Album eine „Enthüllung“. Auf das Album Voices Within notiert sie geschickt ihre eigene Stimme fünffach, und daraus resultiert nach Ansicht der Kritiker „etwas von der besten Close Harmony für Dekaden“. Ihr drittes Album „The Sweetest Sounds“ war im niederländischen Radio „gewähltes Album der Woche“ und kann auf Radio Swiss Jazz, Jazz Radio Berlin und anderen Jazz-Radiostationen in ganz Europa regelmäßig gehört werden. Nach einem informellen Debüt im Londoner Ronnie Scott’s Jazz Club, begeisterte sie ihr Publikum am weltberühmten Concertgebouw in Amsterdam. Sie trat auch für die Insassen des Gefängnisses Bijlmerbajes in Amsterdam auf.
Im Jahr 2001 veröffentlichte Ilse Huizinga ein Album mit ihrem Ehemann, dem niederländischen Komponisten, Pianisten, Produzenten und Arrangeur Erik van der Luijt. Dieses Album The Sweetest Sounds was ausschließlich den Liedern Richard Rodgers gewidmet. Es wurde von den Kritikern mit viel Beifall bedacht und nominiert für Hollands angesehensten Musikpreis, den Edison.
Verschiedene ihrer Alben mit Jazzstandards werden in hohem Maße von den Kritikern gelobt: Voices Within zeigt eine mehrstimmige Seite zu ihrem Talent. The Sweetest Sounds ist ein mit Beifall begrüßter Höhepunkt aus dem Jahr 2001, während The Intimate Sessions im Jahr 2006 speziell veröffentlicht wurde, um die Nachfrage im japanischen Markt zu befriedigen. Easy to Idolize (2003) und Beyond Broadway (2005) bestätigten ihre Position als ein von den bedeutendsten europäischen Interpretationen des Great American Songbook, begleitet von einer stellaren Aufstellung der Jazzmusiker.
Sie ist, was man auf Englisch einen „singers' singer“ nennt, einen Künstler, der unter seinen Kollegen weit respektiert wird. „Wunderbares Repertoire, großartige Arrangements, ausgezeichnete Musiker und eine Sängerin mit einer schönen, starken Stimme“, so ihre Kollegin, die niederländische Jazzsängerin Greetje Kauffeld.

## Stimme
Ihre Stimme wird als „warm und reizvoll“, „frei und voll“ beschrieben. 

„Eine Stimme, von der andere Sänger nur träumen; voll, klar und empfindsam.“

 Ihr klassisches Training glänzt durch in einer echten Koloratur, 

„sie kann gesamte Oktaven in eine einzelne große Silbe passen - unter der die poignanten Liedtexte unterdessen nie leiden.“

In Interviews hat Huizinga gesagt, dass der Tod ihres Vaters und ihre traumatische Schwangerschaft ihr Singen tief beeinflusst haben. „Ich war vorher völlig auf die technische Seite des Singens konzentriert. Jetzt bin ich nicht mehr solch ein Perfektionist, nicht mehr ausgerichtet auf fehlerfreies Singen. Gefühle und die tiefere Bedeutung hinter den Texten ist mir viel wichtiger geworden.“

„Huizinga hat eine leistungsfähige, gefällige - und vor allem auch warme und schöne - Stimme, die sehr vielseitig begabt ist. Sie verbiegt und dehnt sie mit ihrem Können aus. […] Furchtlos geht sie ihre stimmlichen Grenzen an. Ilse kombiniert Mut mit Innovation, […] und stellt die Liedtexte mit solcher Vollständigkeit, solcher Überzeugung dar, dass sie stets das Ohr des Zuhörers gefangen nimmt. In dieser Selbstverwirklichung unterscheiden sich große Sänger von den endlosen Zahlen sogenannter großer Talente.“

## Diskographie
- 1997 - Out of a Dream (Eigene Produktion)
- 1999 - Voices Within (Eigene Produktion)
- 1999 - Erik van Der Luijt - en Blanc et Noir 2 (Challenge/Daybreak)
- 2001 - The Sweetest Sounds - Ilse Huizinga sings the Music of Richard Rodgers (Challenge/Daybreak)
- 2003 - Easy to Idolize (Challenge/Daybreak)
- 2005 - Beyond Broadway (Maxanter Records)
- 2006 - The Intimate Sessions - Volume 1 (Eigene Produktion)